# شورانر
یک شورانر (انگلیسی: Showrunner) تهیه‌کننده بلندپایه در ساخت مجموعهٔ تلویزیونی است. این افراد در ایالات متحده به عنوان تهیه‌کننده اجرایی و در کشورهای دیگر مانند کانادا یا انگلیس به اختصار به عنوان تهیه‌کننده شناخته می‌شوند. در فیلم‌ها، کارگردان کنترل یک تولید را بر عهده دارد، اما در تلویزیون، شورانر از کارگردانان قسمت‌های مجموعه رتبهٔ برتری را دارا است.